# Hoàng Văn Lịch
Hoàng Văn Lịch (1774 – 1849) là thợ cơ khí nổi tiếng đời nhà Nguyễn.
Ông quê tại làng Hiền Lương, xã Phong Hiền, huyện Phong Điền, Thừa Thiên – Huế. Làng quê ông là nơi có nghề rèn truyền thống với những thợ rèn nổi tiếng dưới triều Nguyễn như Nguyễn Lương Nhĩ, Nguyễn Lương Xa, Hoàng Văn Gia, Hoàng Văn Cẩn...
Dưới thời Gia Long, ông làm việc ở đội Thạch Cơ (máy đá). Thời Minh Mạng, ông được thăng làm Chính trị sự kiêm quản Võ khố Đốc công sự vụ. Tháng 4 năm 1839, ông chế tạo thành công chiếc tàu thủy chạy bằng hơi nước đầu tiên tái tạo từ bộ máy và chiếc tàu thủy mua của Tây phương đã bị hỏng. Vua Minh Mạng xem xong, bèn ban tặng hai giám đốc là ông cùng Võ Huy Trinh mỗi người một chiếc nhẫn pha lê độ vàng và một đồng tiền vàng Phi Long hạng lớn. Sau này, ông lại đóng thành công thêm ba chiếc khác. Thời Thiệu Trị (1841 – 1847), ông được phong Chính Giám đốc kiêm quản Bá Công Tượng cuộc rồi tước Lương Sơn Hầu. Ông là một trong những người khởi đầu nghề cơ khí của Việt Nam.
Hiện nay, tại chùa Giác Lương ở làng Hiền Lương quê ông, vẫn còn chiếc hồng chung đúc năm 1819, trong đó khắc tên ông cùng với những người thợ cơ khí rạng danh của làng Hiền Lương khác. Ông đã được đặt tên cho một con đường ở thành phố Huế.